# Džemila Zekić Hanumica
Džemila Zekić Hanumica (Džemila Zekić) je bosnjačka pjesnikinja iz BiH. Uz Raziju Handžić, jedna je od najizraslijih književnica u ukupnom književnom životu Bošnjaka između dva svjetska rata. Započela je svoj književni rad u književnom životu Bosne i Hercegovine, pokušavajući da piše u svim suvremenim književnim oblicima tog vremena. U njenom stvaralaštvu mogu se identificirati tri vrste poezije: vjerska, intimna i društvena. Tu su i dva prozna narativna oblika: prvi koji je bio preuzet iz tradicije usmene književnosti (balade i sevdalinke), dok je drugi prozni oblik došao kao reakcija na stvarnost, i stoga se može označiti kao moralno-didaktički. Osim književnih tekstova, pisala je i kritičke tekstove na neka društvena pitanja tog vremena.